# Ladislau Șimon

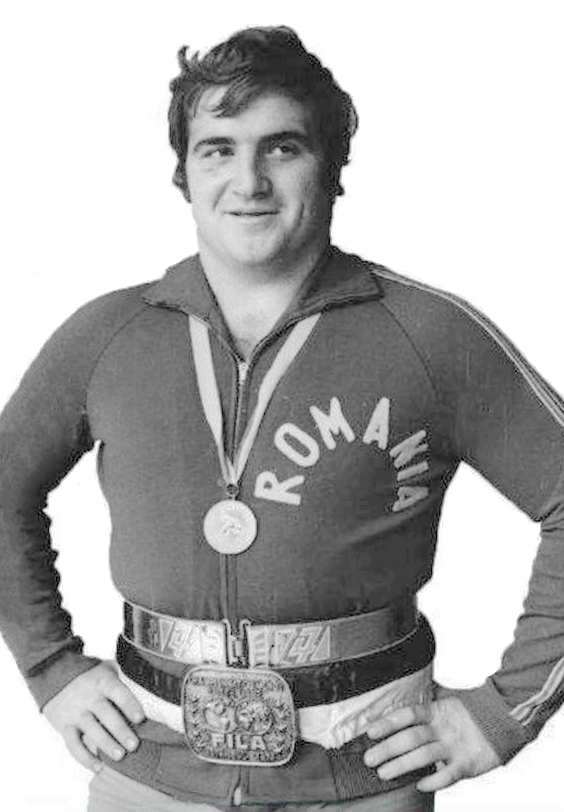
Ladislau Șimon

Ladislau Șimon, eigentlich László Simon, (* 25. September 1951 in Târgu Mureș; † 12. Mai 2005) war ein rumänischer Ringer. Er war Weltmeister 1974 und Gewinner der Bronzemedaille bei den Olympischen Spielen 1976 im freien Stil im Superschwergewicht.

## Werdegang
Ladislau Șimon begann als Jugendlicher im Jahre 1966 bei Mureșul Târgu Mureș mit dem Ringen. Er entwickelte sich zu einem hervorragenden Freistilringer, der bereits mit 18 Jahren ein voll entwickelter Superschwergewichtler, diese Gewichtsklasse begann damals bei 100 kg Körpergewicht, war.
Bereits ab 1969 nahm er an internationalen Turnieren, zuerst bei den Junioren und dann auch bei den Senioren mit großem Erfolg teil. Den ersten Start bei einer internationalen Meisterschaft absolvierte er im Jahre 1973 bei der Europameisterschaft in Lausanne. Allerdings verlor er dort die beiden Kämpfe, die er zu bestreiten hatte und landete, dank eines Freiloses in der 1. Runde, auf dem 6. Platz. Bis zur Weltmeisterschaft 1973 in Teheran, die einige Monate nach der Europameisterschaft stattfand, hatte sich Ladislau Șimon enorm weiterentwickelt. Er konnte in Teheran drei Kämpfe gewinnen und belegte nach Niederlagen gegen Bojan Boew aus Bulgarien und Soslan Andijew aus der Sowjetunion den 3. Platz. Er gewann damit seine erste Medaille bei einer internationalen Meisterschaft. Soslan Andijew wurde in den nächsten Jahren sein Hauptkonkurrent bei den Olympischen Spielen, Welt- und Europameisterschaften.
Im nächsten Jahr, 1974, gewann Ladislau Șimon bei der Europameisterschaft in Madrid eine weitere Medaille. Er kam in Madrid im Superschwergewicht nach drei Siegen auf den 3. Platz. Er verlor dabei u. a. erneut gegen den sowjetischen Meister Soslan Andijew. Bei der Weltmeisterschaft des Jahres 1974 in Istanbul stand Ladislau Șimon im Endkampf wiederum Soslan Andijew gegenüber. Dabei gelang ihm ein sensationeller Sieg über Andijew. Da er vorher auch alle seine anderen Gegner besiegt hatte, darunter waren u. a. Heinz Eichelbaum aus der BRD, Bojan Boew aus Bulgarien u. Michael McCready aus den USA, war Ladislau Șimon mit dem Sieg über Andijew Weltmeister. Er ist bis heute der einzige Rumäne, der Weltmeister im Freistilringen werden konnte.
Bei der Europameisterschaft 1975 in Ludwigshafen am Rhein besiegte Ladislau Șimon u. a. den starken bulgarischen Meister Marin Gertschew. Im Kampf gegen den Ungarn József Balla wurde er mit diesem wegen Passivität von der Matte gestellt. Er bekam trotzdem noch die Chance gegen Soslan Andijew um die Meisterschaft zu ringen. Dieser konnte sich aber an Șimon für die im Vorjahr bei der Weltmeisterschaft erlittene Niederlage revanchieren und gewann diesen Kampf. Lasislau Șimon belegte damit den 3. Platz.
Bei der Weltmeisterschaft des Jahres 1975 in Minsk verlor er dann seine beiden ersten Kämpfe gegen József Balla und Soslan Andijew und schied frühzeitig aus. Ihm blieb nur der 10. Platz.
Sehr erfolgreich war Ladislau Șimon dann noch einmal im Jahre 1976. Er startete im Frühjahr zunächst bei der Europameisterschaft in Leningrad. Er siegte dabei u. a. gegen Heinz Eichelbaum, Marin Gertschew, József Balla und Roland Gehrke aus der DDR. Den Kampf gegen Boris Bigajew aus der UdSSR verlor er allerdings. Da dieser jedoch von Roland Gehrke geschlagen wurde, den wiederum Șimon besiegt hatte, mussten zur Ermittlung des Siegers und Europameisters die Ergebnisse der Vorkämpfe herangezogen werden und hier war Ladislau Șimon der Beste. Er wurde somit Europameister vor Roland Gehrke und Boris Bigajew.
Bei den Olympischen Spielen 1976 in Montreal bekam es Ladislau Șimon dann wieder mit Soslan Andijew zu tun. Er verlor gegen diesen und auch gegen József Balla, trotzdem reichten ihm drei Siege, die er vorher erzielt hatte, zum Gewinn der olympischen Bronzemedaille im Superschwergewicht.
Ladislau Șimon startete auch noch in den Jahren 1977 und 1978 bei den internationalen Meisterschaften. Es gelang ihm aber nicht mehr noch einmal Medaillen zu erringen. Nach der Weltmeisterschaft 1978 in Mexiko-Stadt, bei der er nur einen enttäuschenden 10. Platz belegt hatte, trat er deswegen zurück.
Er studierte schon während seiner aktiven Zeit an dem Institutul de Educație Fizică și Sport in Bukarest und schloss dieses Studium 1981 ab. Bereits ab 1979 war er Trainer bei seinem Heimatverein Mureșul. Danach trainierte er von 1982 bis 1985 die rumänische Junioren-Nationalmannschaft der Freistilringer und war von 1994 bis zum Jahre 2000 Trainer der rumänischen Nationalmannschaft der Freistilringer. Danach trat er in den Ruhestand.

## Sonstiges
Șimon erlag am 12. Mai 2005 einem Schlaganfall. Er erhielt im Jahre 2005 nach seinem Tod von seiner Heimatstadt Târgu Mureș die Ehrenbürgerschaft. Der rumänische Ringerverband überreicht seither alljährlich dem Sieger der nationalen Meisterschaften in der Schwergewichtsklasse die Ladislau-Șimon-Trophäe. Sein Sohn heißt ebenfalls Ladislau und ist mittlerweile selbst Trainer bei Mureșul Târgu Mureș.

## Internationale Erfolge
(OS = Olympische Spiele, WM = Weltmeisterschaft, EM = Europameisterschaft, F = freier Stil, SS = Superschwergewicht, damals über 100 kg Körpergewicht)
- 1969, 3. Platz, Intern. Junioren-Turnier in Minsk, F, SS, hinter N. Modebadse, UdSSR u. Bersuren, Mongolei;
- 1970, 3. Platz, Intern. Junioren-Turnier in Tatabánya, F, SS, hinter N. Modebadse u. Dimitrow, Bulgarien;
- 1972, 3. Platz, Intern. Turnier in Bukarest, F, SS, hinter Wilfried Dietrich, BRD u. Ștefan Stîngu, Rumänien;
- 1972, 3. Platz, Intern. Rumänische Meisterschaft, F, SS, hinter Ștefan Stîngu u. Peter Germer, DDR;
- 1973, 1. Platz, Intern. Turnier in Bukarest, F, SS, vor Moslem Eskandar-Filabi, Iran u. Karl Bachmann, Schweiz;
- 1973, 6. Platz, EM in Lausanne, F, SS, nach Niederlagen gegen Alaettin Yildirim, Türkei u. Bojan Boew, Bulgarien;
- 1973, 1. Platz, "Coup Latine" in Madrid, F, SS, vor Carlo Seregio, Italien u. Jean-Louis Nirot, Frankreich;
- 1973, 2. Platz, Studenten-WM in Moskau, F, SS, hinter N. Modebadse u. vor N. Shotow, Bulgarien, Harry Geris, Kanada u. W. Friedrich, DDR;
- 1973, 3. Platz, WM in Teheran, F, SS, mit Siegen über Karl Bachmann, Hassan Ali Bschara, Libanon u. Michael McCready, USA u. Niederlagen gegen Bojan Boew u. Soslan Andijew, UdSSR;
- 1974, 2. Platz, EM in Madrid, F, SS, mit Siegen über Alaettin Yildirim, Robert Bradley, England u. Heinz Eichelbaum, BRD u. einer Niederlage gegen Soslan Andijew; im Kampf Șimon gegen Peter Germer, DDR, wurden beide Ringer wegen Passivität disqualifiziert;
- 1974, 1. Platz, WM in Istanbul, F, SS, mit Siegen über Yorihide Isogai, Japan, Daud Ayoob, Iran, Michael McCready, Bojan Boew, Heinz Eichelbaum u. Soslan Andijew;
- 1975, 1. Platz, Intern. Turnier in Galați, F, SS, vor Roland Gehrke, DDR, Kenan Ege, Türkei u. Heinz Eichelbaum;
- 1975, 3. Platz, EM in Ludwigshafen am Rhein, F, SS, mit Siegen über Marin Gertschew, Bulgarien, Robert Bradley u. Chris Dolman, Niederlande u. einer Niederlage gegen Soslan Andijew; im Kampf Șimon gegen József Balla, Ungarn, wurden beide Ringer wegen Passivität disqualifiziert;
- 1975, 10. Platz, WM in Minsk, F, SS, nach Niederlagen gegen Soslan Andijew u. József Balla;
- 1976, 2. Platz, Grosser Preis der Bundesrepublik Deutschland in Freiburg, F, SS, hinter Roland Gehrke u. vor Heinz Eichelbaum, Tontscho Radew, Bulgarien u. Marian Malinowski, Polen;
- 1976, 1. Platz, EM in Leningrad, F, SS, mit Siegen über Marian Malinowski, Heinz Eichelbaum, Marin Gertschew, József Balla u. Roland Gehrke u. trotz einer Niederlage gegen Boris Bigajew, UdSSR;
- 1976, Bronzemedaille, OS in Montreal, F, SS, mit Siegen über Lazaro Morales, Kuba, Doljingin Adiatumur, Mongolei u. Moslem Eskandar-Filabi u. Niederlagen gegen József Balla u. Soslan Andijew;
- 1977, 4. Platz, Grosser Preis der BRD in Freiburg, hinter Roland Gehrke, Max Schröger, BRD u. Hans-Rudolf Hirsbrunner, Schweiz;
- 1977, 5. Platz, EM in Bursa, F, SS, mit einem Sieg über Hüseyin Cokal, Türkei u. Niederlagen gegen József Balla u. Marin Ratschkow, Bulgarien;
- 1977, 2. Platz, "Aryamehr"-Cup in Teheran, F, SS, hinter Soslan Andijew u. vor Vanlitt, USA;
- 1977, 4. Platz, Intern. Turnier in Tiflis, F, SS, hinter Boris Bigajew, Wladimir Parschowkow u. Isajew, alle UdSSR u. vor Chaimowitsch u. Mermanischwili, bde. UdSSR;
- 1978, 6. Platz, EM in Oslo, F, SS, mit einem Sieg über Dutschko Jiwkowski, Jugoslawien u. Niederlagen gegen József Balla u. Marin Gertschew;
- 1978, 10. Platz, WM in Mexiko-Stadt, F, SS, nach Niederlagen gegen Lazaro Morales u. Adam Sandurski, Polen

## Rumänische Meisterschaften
Ladislau Șimon war von 1972 bis 1976 fünfmal in Folge rumänischer Meister im Superschwergewicht, freier Stil. Insgesamt wurde er siebenmal rumänischer Meister.